# Поморянски замък
Поморянският замък (на украински: Поморянський замок; на полски: Zamek Pomorzanski) е паметник на историята и архитектурата в село Поморяни (Золочивски район на Лвовска област, Украйна).

## История
Замъкът е построен в югозападната част на града на нисък хълм и е заобиколен от три страни от езера, блата и водите на реките Златна Липа и Махновка. Той играе важна роля като отбранителна структура по време на многократните нападения на татари и турци върху галицките земи. Оригиналният замък е двуетажна сграда, четириъгълна по план, с кръгли ъглови кули и малък двор. Входът към замъка е по подвижен мост през порта в центъра на северното крило. Замъкът е бил заобиколен от ров, пълен с вода от река Златна Липа, и защитни стени.
Основателят на замъка го кръщава „Корабът“. В документ от 1497 г. се споменава, че Николай Свинка е собственик на селото и замъка на Поморян. При него сградата е построена от дърво.
В периода 1498 – 1506 г. селището и замъкът са унищожени и след това възстановени. През първата половина на 16 век замъкът е построен от камък по заповед на подолския войвода Ян от Сиена. Поморийският замък е бил любимо място за престой на крал Ян III Собиески.
В средата на 17 век Поморяни и замъкът са опустошени от въстаналите украински селяни и казаци. През 1675 г. е разрушен от турците, а през 1684 г. от татарите. Възстановен е до 1690 г.
От първата половина на 18 век постепенно запустява и рухва. В края на 18 век Еразъм Прушински реставрира и приспособява две крила на замъка за жилищни помещения. В същото време южното крило на замъка рухва, а портата с кула, както и западното и северното крило и три други кули са разрушени. Последният собственик на замъка преди присъединяването на Галиция към Украинска ССР през 1939 г. е рода Потоцки. След Втората световна война в замъка има училище. В края на 70-те години училището е преместено и оттогава замъкът не се използва.

## Съвременно състояние
След много преустройства и дълъг период на запустяване, замъкът е загубил първоначалния си вид и е в окаяно състояние. Запазени са две двуетажни крила, източното с кръгла кула и южното с галерия. Най-старото е източното крило с кръгла четириетажна кула. По-късната сграда, южната, има отворена галерия отстрани на двора, завършена през 18 – 19 век. Кръглата кула с четвъртит покрив има стълбище, водещо към втория етаж. В стените на кулата са запазени бойници, разположени на четири нива; бойници има и на първия етаж на източната сграда. Помещенията на източната сграда в приземния етаж са покрити с кръстосани и цилиндрични сводове. Южната сграда от страната на двора има двуетажна открита галерия със стълбище в центъра. Долният етаж е проектиран във формата на аркада, покривът над галерията се поддържа от колони от тосканския ордер. Прозорците на горните етажи са обрамчени с бели каменни листове с триъгълни сандриди. Поморянският замък е възстановен през 1978 г. (архитекти Л. М. Дмитрович, Л. Аленаускин).
Общата застроена площ на замъка е 1206 м²; общата площ на помещенията на замъка – 1465,6 m² (с включени мазета и тавани – 2509,6 m²).
През 2020 г. започват ремонтни и възстановителни работи.